# Plantlünner Sandebene

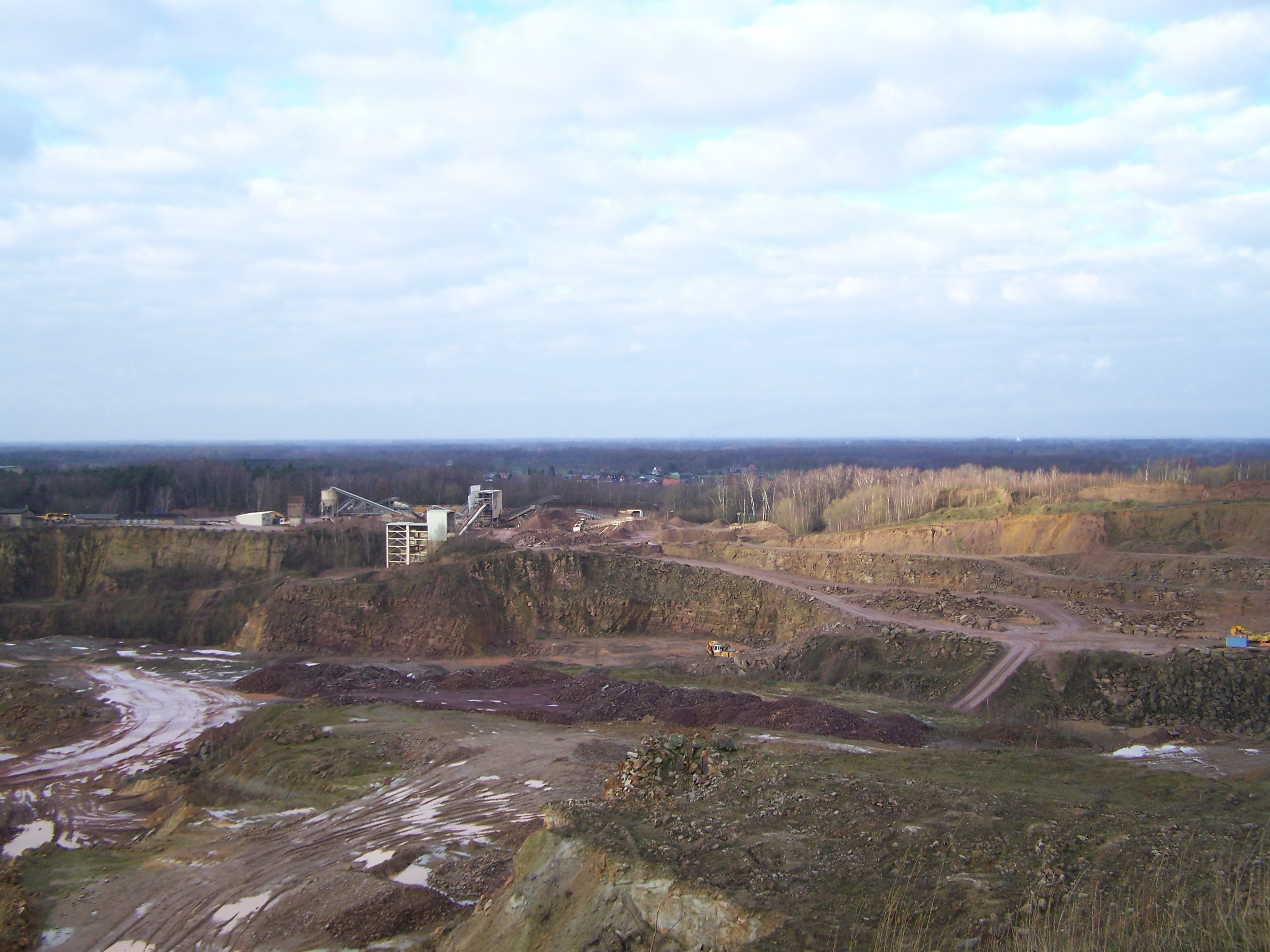
Blick vom Kälberberg Obersteinbeck auf die Plantlünner Sandebene

Die Plantlünner Sandebene ist eine 694 km² große naturräumliche Einheit vierter Ordnung (Unterordnung der Dümmer-Geestniederung). Sie ist eine hauptsächlich landwirtschaftlich geprägte Fläche. Nach wissenschaftlicher Systematik trägt sie die Nummer 581.
Sie umfasst im Wesentlichen die Gebiete der Orte Freren, Fürstenau, Recke, Hopsten, Hörstel, Schapen, Spelle. Gegenüber den benachbarten Landschaften ist sie 20–30 m eingesenkt. Sie ist weitgehend flach und kippt leicht nach nordwest hin ab (von 60 bis auf 30 m). Im Nordwesten ragen einige Grundmoränen in das Gebiet hinein. Das einstmals vermoorte Gebiet ist fast restlos abgetorft worden. Ein Rest ist das Recker Moor. Auch die oft vorkommenden Stieleichen- und Birkenwälder sind größtenteils verschwunden. Neben dem Recker Moor sind einige Niederungsbereiche unter Naturschutz gestellt.